# Cabeceiras
Cabeceiras é um município brasileiro do estado de Goiás.

## História
Os primeiros habitantes do município de Cabeceiras vieram da Bahia, Minas Gerais e Formosa. A criação de gado vacum na região era a principal atividade que as pessoas encontraram na época, pois os campos eram um ambiente propício ao seu desenvolvimento.
No final do século XIX, grandes fazendas ocupavam a maior parte do município, tais como Santa Bárbara e Monjolo. Atraídas por essa atividade, chegaram a Formosa da Imperatriz ( hoje Formosa), vindas da Bahia, dona Aldonça Gomes da Silva e sua filha, Dona Lina Gomes da Silva, que adquiriram terras a sudoeste do município, e, segundo algumas informações da região, foram as primeiras habitantes das terras onde hoje se localiza Cabeceiras e precursoras da genealogia das raízes familiares cabeceirenses.
Por volta de 1938, Sebastião Crispiniano Torres, ou Sebastião Torres, como era popularmente conhecido, e Antônio Ribeiro de Andrade, ou Antônio Baiano, se juntaram a José Ribeiro dos Santos e combinaram a transferência da capela trazida de Santa Bárbara para a cabeceira do Córrego Taboquinha.
O cruzeiro de madeira existente defronte à atual Igreja Católica é uma prova marcante, e nele está datado o dia 22 de maio de 1938.
Devido à fertilidade do solo e ao clima agradável, novas famílias se instalaram na região, com a criação de casas comerciais e pequenas indústrias, formando-se um povoado que recebeu a denominação de "Cabeceiras", por localizar-se nas nascentes do córrego Taboquinha, pertencente à Bacia do São Francisco.
Paralelamente ao comércio, a atividade com lavoura e criação de gado cresceu expressivamente, graças à fertilidade das terras e riqueza das pastagens naturais, vindo a tornar-se as principais fontes econômicas da localidade.
Elevado a distrito pela Lei Municipal nº 44, de 29 de dezembro de 1952, pertencente ao município de Formosa. Foi elevado à categoria de município com a mesma denominação, pela Lei Estadual nº 2102 em 14 de novembro de 1958, desmembrando de Formosa com sede no distrito de Cabeceiras sendo instalado em 1º de janeiro de 1959.
Junto com Cristalina e Formosa faz parte da Bacia do São Francisco.
Cabeceiras, no entorno do Distrito Federal, mesmo com cerca de 7 mil habitantes, joga e conta com uma forte equipe de futebol amador, o São Miguel Esporte Clube, com sede na rua Pedro A. Brandão - Centro.

## Bairros
1. Centro
2. Parque São João
3. Bairro Progresso
4. Parque João e Amélia
5. Setor Vargem
6. Vila Redenção
7. Nova Republica
8. Enis Machado
9. Mariano Machado
10. Jardim das Palmeiras

## Dramaturgia
Em 2017, Cabeceiras apareceu na Temporada 6, episódio 19 da série americana "Teen Wolf", retratando a cidade como habitada por seres sobrenaturais durante um folclore.